# آل بن حطبين (يافع)

تعديل مصدري - تعديل

ال بن حطبين هي إحدى قرى عزلة لبعوس بمديرية يافع التابعة لمحافظة لحج، بلغ تعداد سكانها 146 نسمة حسب تعداد اليمن لعام 2004.